# Franck Gastambide

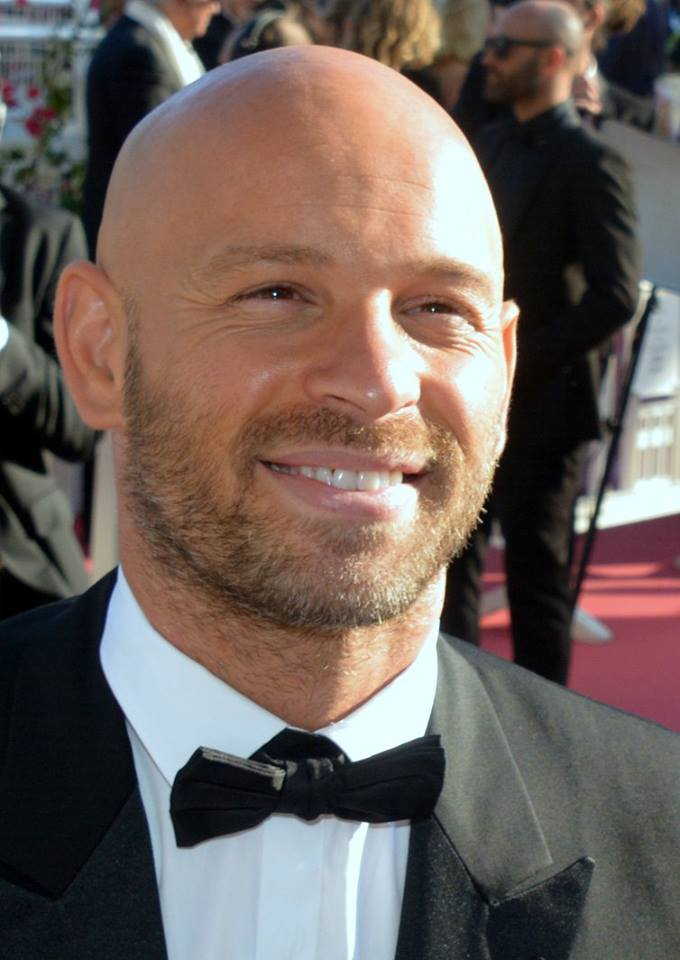
Franck Gastambide bei den Filmfestspielen von Cannes, 2018

Franck Gastambide (* 31. Oktober 1978 in Melun) ist ein französischer Schauspieler, Filmregisseur und Drehbuchautor.

## Leben
Im Alter von 13 Jahren begann Gastambide mit der Hundedressur von Molossern und galt mit 20 Jahren als ausgebildete Sicherheitskraft (Diplom: CAP Agent de sécurité) als Spezialist für Kampfhunde. Für die Dreharbeiten des Films Die purpurnen Flüsse wurde er von dem verantwortlichen Dresseur um Unterstützung bei der Arbeit mit den Rottweilern und Pitbulls gebeten. Im Jahr 2004 wirkte er am Film Die Daltons gegen Lucky Luke mit.
Über Mathieu Kassovitz lernte er Kim Chapiron und Romain Gavras vom Filmkollektiv Kourtrajmé kennen, mit denen er Kurzfilme und Hip-Hop-Clips für DJ Mehdi und Mafia K’1 Fry produzierte. Zeitgleich nahm Gastambide an Dreharbeiten von Spielfilmen, Fernsehfilmen und Fernsehshows als Hundedresseur teil. Von MTV wurde er als Kameramann für die Sendungen des Journalisten Mouloud Achour engagiert.
Im Jahr 2009 dreht Gastambide mit Kaïra Shopping einen Pilotfilm, der anschließend zur erfolgreichen gleichnamigen Webserie auf Canal+ führte. Die Serie wurde am Fuße eines Turms ohne jegliche Mittel und Plansequenz gedreht. Parallel zu Kaïra Shopping konzipierte er zwischen 2009 und 2011 Werbekampagnen für die Marke Pepsi.
Gastambide gab 2012 sein Regiedebüt mit Porn in the Hood – Die Gang ohne Bang (OT: Les Kaïra), der auf der Webserie Kaïra Shopping basierte: In dem Low-Budget-Film  waren unter anderem die Schauspieler Ramzy Bédia, François Damiens, Éric Cantona, Élie Semoun, Alex Lutz, die Rapper der Gruppe Mafia K’1 Fry, die ehemalige Pornodarstellerin Katsuni sowie DJ CutKiller und die Schauspielerin Alice Belaïdi zu sehen. Porn in the Hood – Die Gang ohne Bang lief am 11. Juli 2012 in den französischen Kinos an und wurde mit mehr als einer Million Zuschauer der profitabelsten Film des Jahres 2012.
Gastambide war als Schauspieler unter anderem in den Komödien Vive la France – Gesprengt wird später, Toute première fois und Good Luck Algeria zu sehen. Im Jahr 2016 arbeitete er als Regisseur am Film Pattaya, der die Urlaubsmissgeschicke von drei Freunden in Thailand thematisiert. Darsteller waren Gad Elmaleh, Ramzy Bédia, Sabrina Ouazani und Malik Bentalha. Der Film kam am 24. Februar 2016 in die französischen Kinos. In den ersten Wochen sahen ihn mehr als zwei Millionen Zuschauer und machten ihn so zu einem der  erfolgreichsten Filme des Jahres. Gastambide wirkte am 5. Teil der Taxi-Reihe als Regisseur und Hauptdarsteller mit. Der Film lief am 11. April 2018 in den französischen Kinos an.

## Filmografie (Auswahl)
- 2009–2011: Kaïra Shopping (TV-Serie)
- 2010: Il reste du jambon?
- 2011: De force
- 2011: De l’huile sur le feu
- 2012: Porn in the Hood – Die Gang ohne Bang (Les Kaïra)
- 2013: Vive la France – Gesprengt wird später (Vive la France)
- 2014: Les gazelles
- 2015: Toute première fois
- 2015: Wilde Hunde – Rabid Dogs (Enragés)
- 2015: Made in France – Im Namen des Terrors (Made in France)
- 2015: Good Luck Algeria
- 2016: Pattaya
- 2016: Hibou
- 2016: Cigarettes et Chocolat chaud
- 2017: L’embarras du choix
- 2018: La surface de réparation
- 2018: Taxi 5
- 2018: Belleville Cop (Le flic de Belleville)
- 2019: Ein Papa für alle (Damien veut changer le monde)
- 2019: Ein Doktor auf Bestellung (Docteur?)
- 2020: Valide (TV-Serie, sechs Folgen)
- 2023: Asterix & Obelix im Reich der Mitte (Astérix et Obélix: L'Empire du Milieu)
- 2024: Lohn der Angst (Le salaire de la peur)
- 2025: Carjackers